# Цыбулёв, Алексей Иванович
Алексей Иванович Цыбулев (1 сентября 1916, с. Ракитное, Курская губерния — 27 августа 1944, Литовская ССР) — наводчик орудия отдельного артиллерийского дивизиона 5-й воздушно-десантной бригады 3-го воздушно-десантного корпуса 40-й армии Юго-Западного фронта, ефрейтор. Герой Советского Союза.

## Биография
Родился 1 сентября 1916 года в селе Ракитное (ныне посёлок городского типа, районный центр Белгородской области) в семье крестьянина. Русский. Член ВКП(б) с 1943 года. Окончил 7 классов. Работал формовщиком на заводе «Запорожсталь».
В Красной Армии с 1939 года. Проходил службу в воздушно-десантных частях. Участник Великой Отечественной войны с июня 1941 года. Сражался на Юго-Западном фронте, освобождал Прибалтику. В боях с немецко-фашистскими захватчиками был трижды ранен.
Кандидат в члены ВКП(б) ефрейтор Алексей Цыбулев в бою под Киевом 10 августа 1941 года прямой наводкой уничтожил засевших в зданиях вражеских автоматчиков.
Осенью 1941 года подразделения 5-й воздушно-десантной бригады под натиском превосходящих сил противника отходили с ожесточенными боями на восток. В середине сентября командование бригады получило приказ занять оборону на рубеже Теткино — Ворожба и не допустить дальнейшего продвижения гитлеровцев. Отход начался в ночь на 21 сентября под прикрытием артиллерийского дивизиона бригады. Наводчиком одного из орудий в нём был ефрейтор Алексей Цыбулев. Рано утром автоколонна дивизиона подошла к селу Крыжки Белопольского района Сумской области. Разведка донесла, что к этому же месту движется большая колонна вражеских танков. Командир дивизиона капитан Кужель отдал приказ приготовиться к бою. Вскоре показались танки врага. Их было более тридцати. Обстановка осложнялась тем, что батареи в предыдущих боях понесли потери, много бойцов, в том числе и Алексей Цыбулев, было ранено. Соотношение сил складывалось явно не в пользу артиллеристов. Танки приближались. Когда вражеские машины вышли на прицельную дистанцию, капитан Кужель скомандовал: «Огонь!». Несколько танков загорелось, но остальные продолжали двигаться вперёд. Раненый Алексей Цыбулев лежал в нескольких метрах от своих товарищей, которые вели неравный бой. Он видел, как неумолимо приближаются немецкие танки. И тогда, превозмогая боль, он пополз к орудию. Расчёт уже был выведен из строя, ему пришлось действовать одному. Точными выстрелами Алексей Цыбулев подбил два танка, но третий на большой скорости устремился прямо на орудие. Выстрелы с обеих сторон прозвучали одновременно. Танк завертелся на месте: снаряд попал в гусеницу. Замолкло и орудие, возле которого лежал раненый Алексей. Вскоре его вынесли с поля боя и отправили в медсанбат, расположенный в Белополье.
Указом Президиума Верховного Совета СССР от 20 ноября 1941 года за образцовое выполнение боевых заданий командования на фронте борьбы с немецко-фашистскими захватчиками и проявленные при этом мужество и героизм ефрейтору Цыбулеву Алексею Ивановичу присвоено звание Героя Советского Союза.
Погиб 27 августа 1944 года в бою на территории Литовской ССР. Похоронен у деревни Снейки Шяуляйского района Литвы. Из-за ошибки в документах награда не была вручена Герою. Лишь только в 1970 году награда была вручена дочери А. И. Цыбулева.

## Награды
Награждён орденами Ленина, Красной Звезды, медалью.

## Память

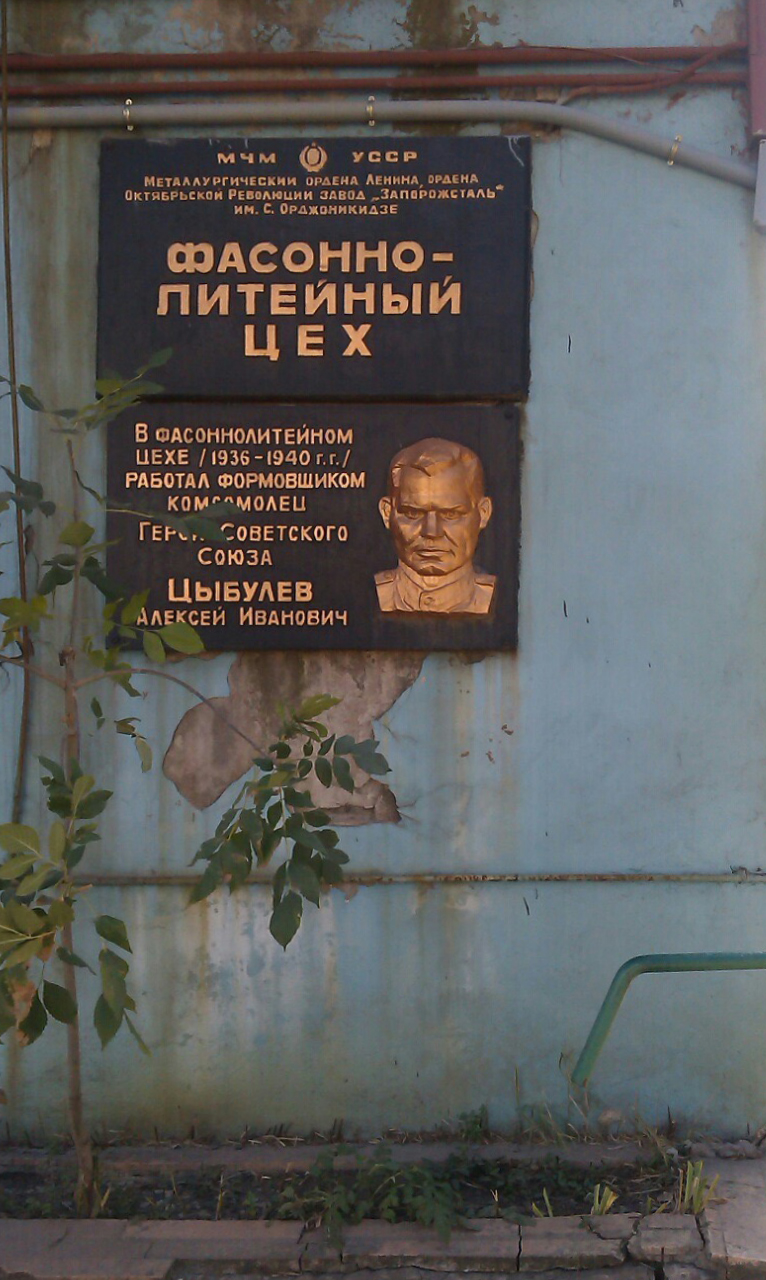
Мемориальная доска в Запорожье

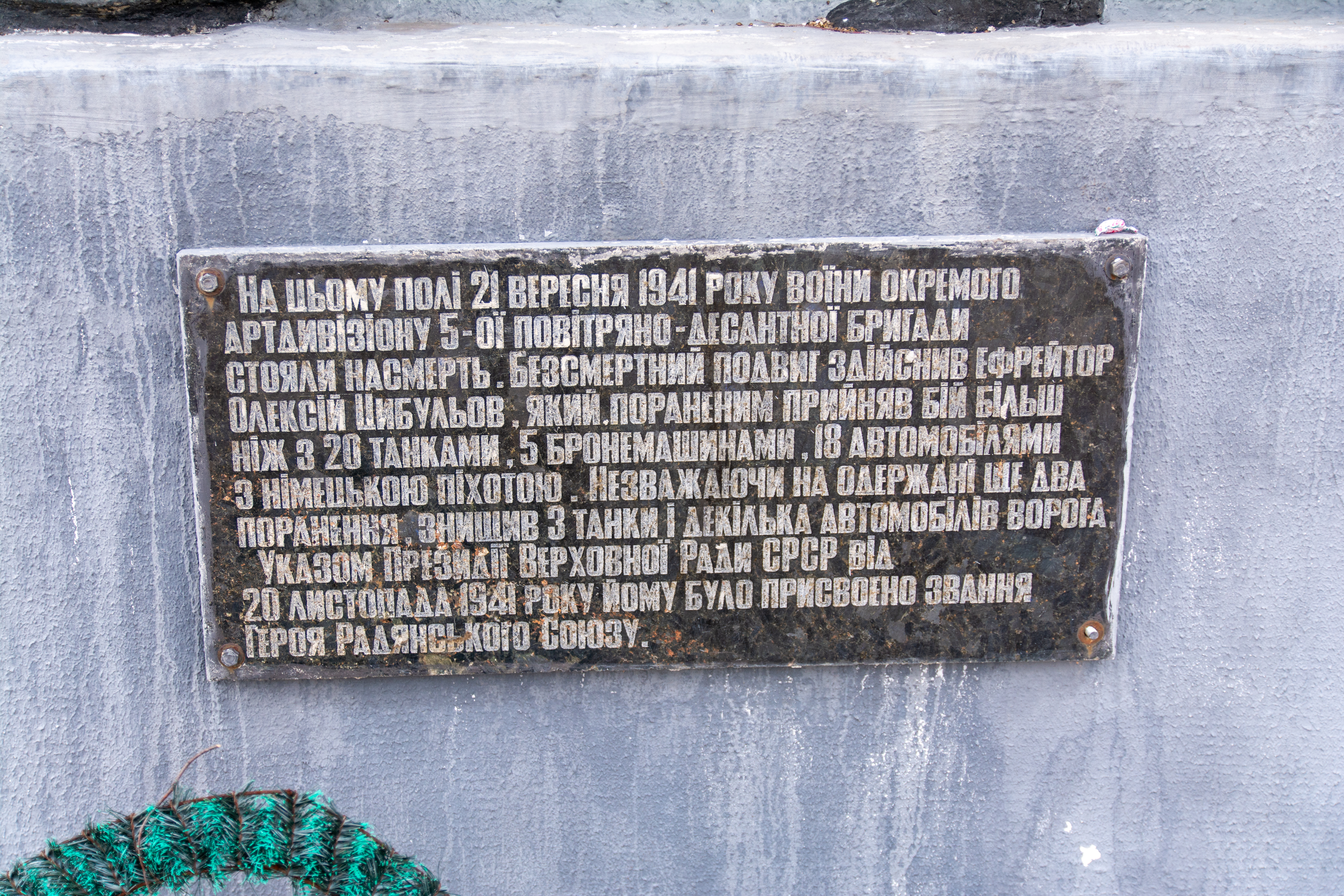
Надпись на памятном знаке возле с. Крыжик

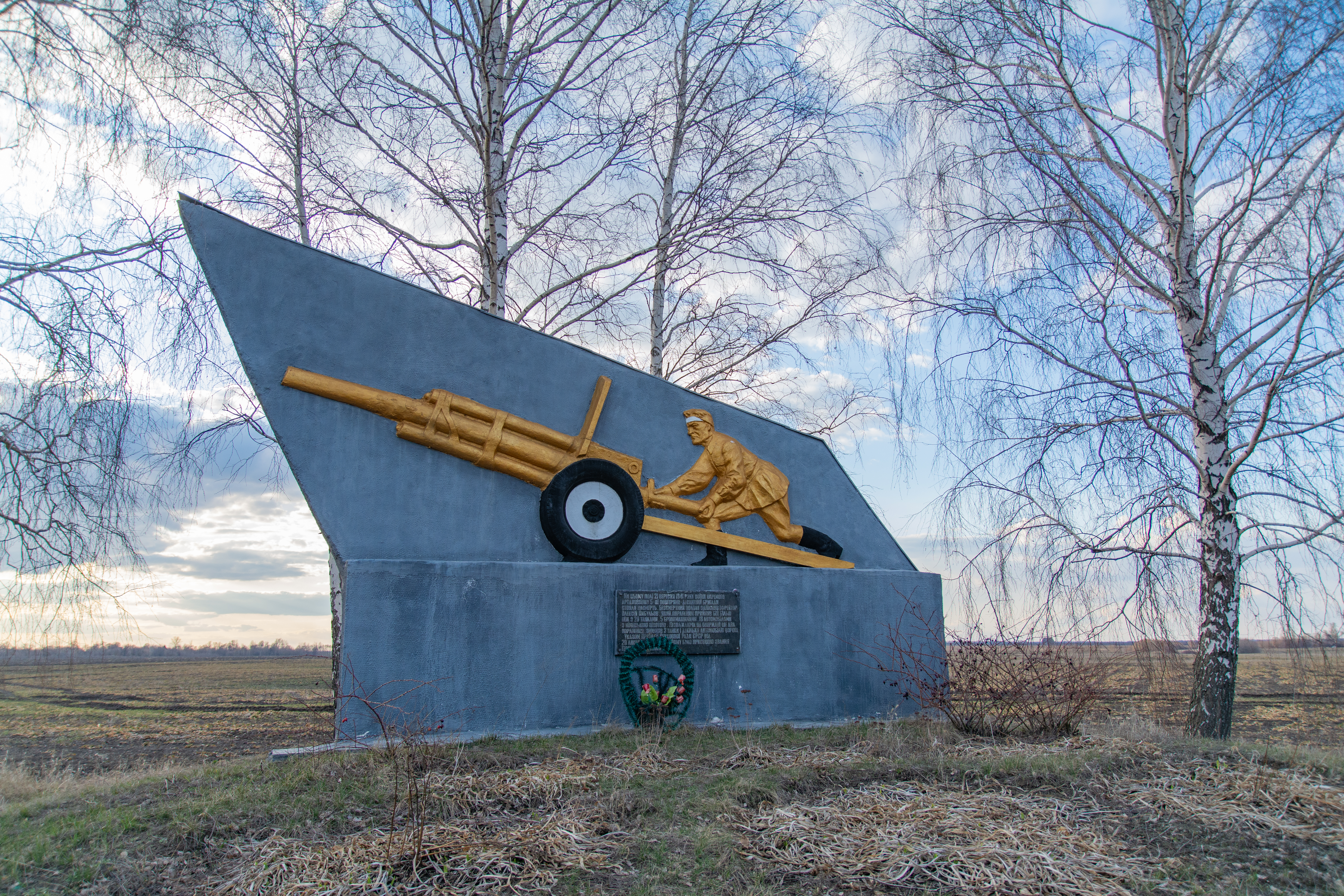
Памятный знак возле с. Крыжик

В селе Ракитное Герою Советского Союза А. И. Цыбулеву установлен бюст, а на месте подвига в районе хутора Крыжик Белопольского района Сумской области Украины — памятная плита. На здании литейного цеха завода «Запорожсталь», в котором до войны работал Герой, установлена мемориальная доска. В его честь на этом заводе был учрежден переходящий вымпел, который вручался лучшему комсомольско-молодёжному коллективу металлургов.